# Vesela jesen 1987
XXI. Vesela jesen je potekala 12. septembra 1987 v mariborski dvorani Tabor v organizaciji Društva glasbenih delavcev Harmonija. Vodili so jo Milena Muhič, Vesna Pfeifer in Janez Škof. Orkestru je dirigiral Jože Privšek.

## Tekmovalne skladbe
| #   | Izvajalec                    | Naslov pesmi                  | Avtorji (glasba – besedilo – aranžma)          | Nagrade                                         |
| --- | ---------------------------- | ----------------------------- | ---------------------------------------------- | ----------------------------------------------- |
| 1.  | Daniel Balog                 | Deudla – dudla, migec – migec | Danijel Balog – Balog – Bojan Adamič           |                                                 |
| 2.  | Dragica Balek & Miha Balažič | Oh ljubi odpade               | Boris Rošker – Žarko Dolivan – Bojan Adamič    |                                                 |
| 3.  | 12. nasprotje                | N'coj                         | Janez Hvale – Hvale – Milan Ferlež             | 1. nagrada strokovne žirije, nagrada za aranžma |
| 4.  | Meri Avsenak                 | Ciganova lubezen              | Andrej Grabar – Brigita Colarič – Bojan Adamič | 3. nagrada za besedilo                          |
| 5.  | Bazar                        | Fehtarji                      | Marino Legovič – Drago Mislej – Jani Golob     | 3. nagrada občinstva, nagrada za debitanta      |
| 6.  | Nace Junkar & Helena Blagne  | Brigita                       | Konrad Doler – Doler – Mario Rijavec           |                                                 |
| 7.  | Marijan Smode                | Drage, spoštovane frave       | Marijan Smode – Smode – Jure Robežnik          |                                                 |
| 8.  | Štajerskih sedem             | Taki cajti                    | Boris Rošker – Ernest Kočivnik – Jože Privšek  | 1. nagrada za besedilo                          |
| 9.  | Lado Leskovar                | Ka si za svejt dobroga dau    | Franc Husar – Husar – Jože Privšek             |                                                 |
| 10. | Marjana Deržaj               | Resne stvari                  | Bojan Lavrič – Miran Zadnik – Mario Rijavec    |                                                 |
| 11. | Ansambel Trim                | Vurmohar                      | Marjan Golob – Miroslav Slana – Jože Privšek   | 2. nagrada za besedilo                          |
| 12. | Laura Budal                  | Pjebek moj                    | Gorazd Elvič – Andreja Lep – Slavko Avsenik    |                                                 |
| 13. | Duo Kora                     | Pauwerska                     | Marjan Golob – Ernest Kočivnik – Jože Privšek  |                                                 |
| 14. | Edvin Fliser & Vinko Šimek   | Moj Maribor                   | Edvin Fliser – Vinko Šimek – Jože Privšek      | zlati klopotec = 1. nagrada občinstva           |
| 15. | Ivek Baranja                 | Dva doma, brez domovine       | Milan Ferlež – Ivo Štrakl – Milan Ferlež       |                                                 |
| 16. | Jože Kobler & Export A       | Joj, kak' po bregi je letelo  | Drago Potočnik – Potočnik – Mario Rijavec      | 2. nagrada občinstva                            |